# Доње Требешиње
Доње Требешиње је насељено место града Врања у Пчињском округу. Према попису из 2022. било је 691 становника (према попису из 1991. било је 780 становника).

## Порекло становништва
Подаци датирају из 1903. године)
Село је 1903. године бројало 128 кућа.
Од свих становника данашњег села, најстарији досељеници су Јанчевци, чији се предак Јанча давно доселио из Босне, други по старости су Веселинци и Вучковци досељени из Вучитрна на Косову. За овима се досељавају Џоганци и Дуринци из Огута у околини Врања. Тагарци и Кобанци досељени из Сурдула и Јуринци доселили из Љутежа код Владичног Хана. У селу има и Рома православаца, који живе на источној страни села, имају своју махалу, говоре српски, ретко кад ромски, јер и не знају добро. Досељени су из унутрашњости Србије.
Сви сељани славе св. Арханђела Михајла због тога, што је у селу некад била чума, те од тада сви примише ту славу. Вучковци и Веселинци, становници Јанчевчанске Мале и неколико кућа у Јуричкој Мали, славе св. Николу.

## Демографија
У насељу Доње Требешиње живи 651 пунолетни становник, а просечна старост становништва износи 38,8 година (37,2 код мушкараца и 40,4 код жена). У насељу има 225 домаћинстава, а просечан број чланова по домаћинству је 3,70.
Ово насеље је великим делом насељено Србима (према попису из 2002. године).
|  |

| Демографија | Демографија | Демографија |
| Година      | Становника  | Становника  |
| ----------- | ----------- | ----------- |
| 1948.       | 949         |             |
| 1953.       | 961         |             |
| 1961.       | 845         |             |
| 1971.       | 815         |             |
| 1981.       | 814         |             |
| 1991.       | 780         | 778         |
| 2002.       | 832         | 836         |

| Етнички састав према попису из 2002.‍ | Етнички састав према попису из 2002.‍ | Етнички састав према попису из 2002.‍ | Етнички састав према попису из 2002.‍ | Етнички састав према попису из 2002.‍ |
| ------------------------------------ | ------------------------------------ | ------------------------------------ | ------------------------------------ | ------------------------------------ |
|                                      |                                      |                                      |                                      |                                      |
| Срби                                 | Срби                                 |                                      | 828                                  | 99,51%                               |
| Црногорци                            | Црногорци                            |                                      | 2                                    | 0,24%                                |
| Македонци                            | Македонци                            |                                      | 1                                    | 0,12%                                |
| непознато                            | непознато                            |                                      | 0                                    | 0,0%                                 |

| Година пописа     | 1948. | 1953. | 1961. | 1971. | 1981. | 1991. | 2002. |
| ----------------- | ----- | ----- | ----- | ----- | ----- | ----- | ----- |
| Број домаћинстава | 156   | 158   | 176   | 183   | 196   | 200   | 225   |

| Број чланова      | 1  | 2  | 3  | 4  | 5  | 6  | 7  | 8 | 9 | 10 и више | Просек |
| ----------------- | -- | -- | -- | -- | -- | -- | -- | - | - | --------- | ------ |
| Број домаћинстава | 23 | 48 | 36 | 44 | 33 | 27 | 10 | 4 | 0 | 0         | 3,70   |

| Пол    | Укупно | Неожењен/Неудата | Ожењен/Удата | Удовац/Удовица | Разведен/Разведена | Непознато |
| ------ | ------ | ---------------- | ------------ | -------------- | ------------------ | --------- |
| Мушки  | 342    | 76               | 241          | 14             | 11                 | 0         |
| Женски | 334    | 39               | 241          | 46             | 8                  | 0         |
| УКУПНО | 676    | 115              | 482          | 60             | 19                 | 0         |

| Пол    | Укупно                    | Пољопривреда, лов и шумарство | Рибарство                            | Вађење руде и камена | Прерађивачка индустрија       |
| ------ | ------------------------- | ----------------------------- | ------------------------------------ | -------------------- | ----------------------------- |
| Мушки  | 248                       | 90                            | 0                                    | 9                    | 71                            |
| Женски | 192                       | 117                           | 0                                    | 0                    | 57                            |
| УКУПНО | 440                       | 207                           | 0                                    | 9                    | 128                           |
| Пол    | Производња и снабдевање   | Грађевинарство                | Трговина                             | Хотели и ресторани   | Саобраћај, складиштење и везе |
| Мушки  | 4                         | 17                            | 12                                   | 5                    | 10                            |
| Женски | 0                         | 0                             | 5                                    | 0                    | 1                             |
| УКУПНО | 4                         | 17                            | 17                                   | 5                    | 11                            |
| Пол    | Финансијско посредовање   | Некретнине                    | Државна управа и одбрана             | Образовање           | Здравствени и социјални рад   |
| Мушки  | 0                         | 2                             | 8                                    | 3                    | 4                             |
| Женски | 1                         | 0                             | 1                                    | 2                    | 4                             |
| УКУПНО | 1                         | 2                             | 9                                    | 5                    | 8                             |
| Пол    | Остале услужне активности | Приватна домаћинства          | Екстериторијалне организације и тела | Непознато            | Непознато                     |
| Мушки  | 1                         | 0                             | 0                                    | 12                   | 12                            |
| Женски | 0                         | 0                             | 0                                    | 4                    | 4                             |
| УКУПНО | 1                         | 0                             | 0                                    | 16                   | 16                            |